# Liu Zhenchen
Zhenchen Liu (刘真辰 pinyin Liú Zhēnchén) est un artiste chinois qui est né le 22 novembre 1976 à Shanghai. Il vit et travaille en France et en Chine. Il a étudié à l’Ecole Nationale Supérieure de la Villa Arson et au Fresnoy. Son travail pointe du doigt l’urbanisation, la modernisation, et le développement de la Chine actuelle.

## Expositions
- 2008
  - Galerie les filles du calvaire, exposition collective
- 2007
  - Festival Break 2.4, Ljubljana, Slovénie
  - Dislocate07, Tokyo, Japon
  - "Under construction", panorama 8, Présumés coupables !, Le Fresnoy -studio national, Tourcoing
  - Rencontres Internationales, Circulo de Bellas Artes, Madrid, Espagne.
  - "Who do you think you are?", BaseB, Milan Art Fair, Italie
  - Mute, Company Gallery, Syracuse NY, États-Unis
- 2006
  - ShortFilmExperiment, Centro Cultural Trevi, Bolzano, Italie
  - "City Invisible/Invisible City", 7e manifestation internationale vidéo et art électronique, Montréal, Canada
  - "Shanghai, Shanghai", Panorama 7, Notre meilleur monde, Le Fresnoy
- 2005
  - Biennale Internationale d'Art Contemporain Chinois
  - Galerie de la Marine, Nice
- 2003
  - ICI, Centre Culturel de Chine, Paris

## Prix
- Asiexpo, prix du jury court métrage, 1re place, pour Under construction

## Liens
- Galerie Les Filles du Calvaire
- Site personnel
- Fiche sur Artfacts